# Jean Boon
Jean Baptiste Boon (* 28. Dezember 1897 in Laeken/Laken; † unbekannt) war ein belgischer Radrennfahrer.

## Sportliche Laufbahn
Boon war Teilnehmer der Olympischen Sommerspiele 1924 in Paris. Bei den olympischen Wettbewerben im Bahnradsport startete er beim Sieg von Ko Willems im Punktefahren. Er schied im Vorlauf aus.